# 이기택 (법조인)
이기택은 대한민국의 대법관이다.

## 생애
피고인한테 징역·벌금형을 함께 선고할 때는 유치장 구금 일수는 징역 기간으로 포함되는 것이 일반적인 판례와는 달리 이기택이 서울중앙지법 형사합의23부 부장판사로 재직할 때 불법 무좀약을 만들어 유통시킨 혐의(보건범죄단속특별법 위반)로 구속기소된 제약회사 대표 김아무개(58)씨와 문아무개(44)씨에게 집행유예형을 선고하면서 각각 벌금 20억7천만원, 6억원을 선고하면서 101일 동안 유치장에 갇혀 있던 김씨와 문씨의 하루 노역 단가를 각각 200만원과 60만원으로 계산해, 2억200만원과 6060만원을 벌금에서 빼줬다 이때 재판부는 “피고인들이 실형 전과가 없고 불법 무좀약이 인체에 유해하지 않은 점을 고려해 집행유예형을 선고한다”며 “집행유예 선고로 징역형이 실제 집행되지 않기 때문에 경제 사정상 벌금형이 피고인들에게 큰 부담이 될 것으로 보여, 벌금을 일부 깎아준 것”이라고 했다.
또 2005년 8월 25일에는 2002년 12월에 있었던 대통령선거 직전 한나라당에 입당하면서 불법자금으로 마련된 정치자금을 받은 이완구 이재선 원유철 전의원에 대해 “한나라당에 입당하면서 원 전의원은 김영일 전 사무총장 등으로부터 1억8000만원, 이완구 이재선 전 의원은 각 5000만원씩 받은 사실이 인정된다”며 “그러나 피고인들이 이 돈이 불법 자금인 것을 알았다는 고의성은 없었던 것으로 보인다”는 이유로 모두 무죄를 선고했다.
10월 27일 길성용(36) 미래로 아르이디(RED) 대표로부터 “고도제한을 완화해달라”는 부탁과 함께 2억원을 받은 혐의 등으로 구속 기소된 양윤재(56) 서울시 행정2부시장에게 1억원이상 뇌물에 대해 10년이상 유기징역 또는 무기징역을 선고하여야 하는 특정범죄가중처벌법상 뇌물죄의 법정형에도 불구하고 징역 5년을 선고했다. 길씨로부터 14억원을 받은 혐의로 구속 기소된 김일주(53) 전 한나라당 지구당위원장은 징역 1년, 길씨에게 3천만원씩을 받은 혐의로 구속 기소된 청계천복원계획담당관 박성근(51)씨와 시정개발연구원의 연구원 김광중(51) 서울대 교수는 각각 징역 2년6월에 집행유예 3년과 징역 1년에 집행유예 2년을 선고했다. 양윤재 부시장과 김일주에게 뇌물을 건넨 혐의로 불구속 기소된 길씨에게는 징역 1년6월에 집행유예 3년, 양윤재 부시장에게 1억5천만원을 건넸다가 돌려받은 혐의로 불구속 기소된 건축사무소 운영자 박형근(47)씨에게는 징역 1년에 집행유예 2년이 선고한 판결에서 “양윤재 부시장이 2003년 12월 길씨에게서 1억원을 받고 미국 방문 때 추가로 5천달러를 받은 사실이 인정된다”고 하면서 양윤재 부시장이 길씨에게 사례비로 60억원을 요구하고 제3의 부동산업자에게 뇌물을 주라고 요구한 혐의 등에 대해서는 “‘이명박 시장이 양씨에게 60억원을 주거나 부시장 자리를 약속했다는 계약서를 작성했다’는 길씨의 주장은 납득하기 어렵고, 공무원인 양씨가 만난 지 2~3차례밖에 되지 않은 길씨에게 계약내용을 누설했다는 것은 상식적으로 믿기 어렵다”며 무죄 판결했고 김일주씨에 대해서는 “김씨에게 시장 면담을 부탁하는 대가로 14억원을 건넸다는 길씨의 진술은 믿기 어렵다”면서 이 가운데 6천만원은 피고인 스스로 받은 것을 인정하는 만큼 유죄로 판단한다”고 밝혔다.
2006년 2월 2일 경기 광주시 오포읍 아파트 인·허가와 관련해 건설업체들로부터 뇌물을 받은 혐의로 구속기소된 한현규 전 경기개발연구원장에 대해 “공무원의 직무 알선으로 거액을 받은 점이 인정된다”며 “범죄 성격상 공무원의 부패를 유도한 점에서 볼 때 중한 실형을 선고할 수밖에 없다”고 하면서 “피고인이 자수한 점과 반성하고 있는 점, 돈을 받았다고 해서 실제로 공무 처리가 부적절하게 이뤄지지는 않은 점 등을 감안해 형량을 정했다”는 이유로 징역 3년과 추징금 11억원을 선고했다.
황우여가 2002년 12월 김성래 전 썬앤문그룹 부회장으로부터 1000만원을 받은 뒤 영수증 처리를 하지 않은 혐의로, 대선자금 수사 때 벌금 300만원에 약식기소됐다가 이에 불복한 황우여에 의해 청구된 정식재판에서 서울중앙지법 이기택 재판장은 "황우여 원내대표가 적법하게 후원금을 처리할 ‘의사’가 있었다"며 무죄를 선고했지만, 대법원 2부(주심 전수안 대법관)에서 “후원회를 거치지 않고 국회의원이 개인이나 법인으로부터 정치자금을 받으면 처벌하도록 하고 있다. 기부금을 후원회에 전달할 의사가 있었다는 것만으로 무죄를 선고할 수 없다”고 하면서 “‘의사와 상관없이’ 현행법을 위반했다”며 유죄 취지로 파기환송되었다.

서울고등법원 형사11부에 재직하던 2008년 9월 24일 준강간미수 등 혐의로 기소된 택시기사 최모씨(37)에게 원심을 깨고 징역1년6월을 선고했다 새벽 3시께 인천 동구 모 술집앞에서 탑승한 A씨(26.여)가 술에 취해 정신을 차리지 못한 틈을 타 택시안에서 A씨를 성추행한 뒤 자신의 집으로 데려가 함께 잠을 잤다. 이날 오전 잠에서 깬 A씨는 속옷만 입고 있는 자신 옆에 최씨가 있는 것을 확인하자 최씨가 자신을 성폭행하려 했다며 수사기관에 신고했고 최씨는 수사과정에서 성추행한 사실은 인정하면서도 “A씨가 구토로 지저분해진 옷을 스스로 벗은 뒤 또다시 구토를 해 옆에서 잠만 잤다”며 성폭행 미수 혐의에 대해서는 극구 부인한 반면 A씨는 “당시 입고 있던 청바지는 몸에 꽉 달라붙어 술취한 상태에서 혼자 벗기 힘든데다 평소 옷을 입고 자는 술버릇이 있다”며 최씨가 성폭행을 시도했다고 주장하여 1심 재판부는 “A씨의 주장은 추측에 불과하며 인정할 증거가 없다”며 성추행 혐의에 대해서만 징역8월을 선고했지만 이기택 부장판사는 “A씨 바지가 벗겨진 형상이 일반적으로 사람들이 스스로 벗은 경우와는 달리 처음부터 끝까지 뒤집힌 상태였던 점, A씨 옷을 벗길 수 있는 사람은 본인 외에는 최씨 밖에 없는 점 등이 인정된다”며 성폭행 미수 혐의를 유죄로 판단했다. 
2010년 10월 1일 단국대 이전사업과 관련해 2억원을 받은 혐의로 기소돼 1심에서 무죄 판결을 받은 김종률 민주당 의원에게 “여러 증거를 보면 피고인이 S사로부터 청탁을 받은 점이 충분히 인정되고 이는 피고인과 단국대와의 관계에 비춰 사회상규와 신의칙에 반한다”며 유죄로 판단했다.재판부는 이어 “취득한 재물이 상당한 액수이고 사업의 내용과 규모도 피고인과 신뢰관계였던 단국대에게 중요한 사업이었으며 학교시설 이전이라는 공공적 성격의 사업이어서 실형 선고가 불가피하다”는 이유로 징역 1년 추징금 1억원을 선고했다. 
18대 총선에서 경기 안양 지역에 출마한 A후보의 선거운동원인 전씨 등은 선거를 1주일 앞둔 지난 4월 초 거리 유세 현장에서 A후보 명함 30여장을 시민들에게 배포했다.당시 A후보는 전씨 등과 떨어져 유세 차량 안에 있었고 현장에 있던 경찰은 전씨 등을 선거법 위반 혐의로 입건했다. 이에 대해 1심 법원은 “동행하는 자를 지정하는 방법이나 그에 대해 신고하는 방식에 대해 법령에 별다른 규정이 없고 A후보가 잠시 자리를 비웠더라도 이들이 ‘후보와 함께 다니는 자’라는 묵시적 지정이 있었다고 보기에 충분하다”며 무죄를 선고했지만 이기택 부장판사 등이 심리한 항소심은 “박씨 등이 명함을 교부할 때 A후보가 곁에 없었기 때문에 이를 받는 사람들이 후보 자신이 선거운동을 하는 김에 명함을 나눠준다고 인식할 수 없었을 것”이라며 “후보자와 함께 다니는 자로서 명함을 교부한 것이 아니라 단독으로 교부한 것이라고 보는 것이 상당하므로 원심은 법리를 오해했다”고 판시하면서 후보 선거운동원 전모씨 등 2명에게 무죄 판결한 원심을 깨고 벌금 70만원을 각각 선고했다
2007년 대통령선거 당시 이명박 한나라당 후보의 부인 김윤옥씨의 ‘명품 시계’ 의혹을 제기한 혐의 등으로 기소돼 1심에서 벌금 1천만원을 선고받은 김현미(46) 전 통합민주당 의원에게 김윤옥씨가 1500만원짜리 시계를 찼다는 주장에 대해 1심이 “허위사실이라는 인식이 있었다고 보기 어렵다”며 무죄 판결했지만 항소심에서 “매장 직원이 김윤옥씨의 시계가 프랭크뮬러인지 확인해 준 적이 없다고 일관되게 진술했다”는 이유로 징역 6월에 집행유예 1년을 선고했다. 그러나 "이명박 후보가 다스와 서울 도곡동 땅을 차명보유하고 이명박 후보 소유 건물의 유흥업소에서 성매매를 알선한다"는 의혹을 제기한 것에 대해서는 1심과 반대로 “국민 상당수가 검찰의 무혐의 처분을 불신했고 특별검사가 전면 재수사한 점 등을 종합하면 그렇게 믿을 만한 상당한 이유도 있었다”는 이유로
```
무죄 판결했다.
```

부의장 시절인 2007년 9월부터 업무추진비로 400만원 상당의 음식물을 주민들에게 제공한 혐의로 기소돼 1심에서 200만원의 벌금으로 당선무효형을 선고받은 김일천 고성군 의원에게 “업무추진비로 공무원들과 식사한 것은 무죄이나 동창들에게 접대한 것은 사회상규상 선거법에서 유죄로 인정할 수밖에 없다”며 “그러나 금액이 작아 피선거권을 박탈하기에는 200만원의 벌금형은 너무 과하다”는 이유로 50만원의 벌금형을 선고했다.
2005년 5월부터 2007년 8월 사이 수원역 인근에서 성매매 영업을 하는 조모씨에게 “빌려간 돈을 갚으라”며 업소 입구에 조직원을 세워두거나 가게 전등을 끄고 소리를 지르는 등 영업을 방해한 혐의(공갈 및 업무방해)로 경기 수원지역 폭력조직원 김모씨에 대한 선고공판에서 김씨에게 범죄단체구성·활동 및 공갈 혐의에 대해 유죄를 인정, 징역 10월에 집행유예 2년을 선고하면서 업무방해 혐의에 대해서는 성매매는 불법성이 커 형법상 업무방해죄의 보호 대상이 되는 ‘업무’가 아니라는 판단을 한 원심과 달리 “성매매업을 업무방해죄의 보호대상인 업무에서 제외하면 성매매업 또는 유사한 위법을 범하는 풍속영업에 대한 범죄단체 등의 침해행위가 예상된다”며 “이는 성매매업보다 현저히 더 큰 불법을 방임하는 결과를 낳을 것”이라고 판단하면서 “형법상 공갈죄 등을 적용할 수 있으나 공갈죄는 재산범죄로, 재물의 갈취 행위가 있어야 하는 점에서 한계가 있다”며 “따라서 성매매 영업도 업무방해죄의 보호대상인 업무에 해당하는 만큼 김씨에 대한 원심 판결은 파기한다”고 판시하면서 징역 1년에 집행유예 2년을 선고했다
박철언 전 장관이 맡긴 178억여원을 가로채 이득액이 50억원 이상일 때 무기 또는 5년 이상의 징역에 처하는 특정범죄가중처벌법상 횡령 등으로 기소된 H대학 전 교수 강모씨(48·여)에 대해 “강씨는 통장을 위·변조한 뒤 거액을 횡령해 부동산과 외제 승용차 구입 등 돈을 무분별하게 사용했다”며 “게다가 박 전 장관에게 입힌 손해 가운데 상당 부분을 회복하지 못해 엄벌이 불가피하다”고 하면서도 1심에서 인정한 금액 가운데 15억여원에 대해 “박 전 장관이 새롭게 돈을 주며 보관을 부탁한 것이 아니라 이미 횡령한 돈을 오빠나 지인의 계좌에 입금한 데 불과해 횡령죄를 물을 수 없다”고 이유로 일부 횡령을 무죄로 보아 징역 4년6월을 선고한 원심을 깨고 징역 4년을 선고했다. 
2004년 5월께 고수익을 미끼로 ‘다복회’라는 이름의 고액 계를 조직해 2008년 10월까지 148명에게서 모두 372억여원을 받아 제 날짜에 곗돈을 주지 않은 혐의로 구속기소돼 1심에서 윤씨는 징역 2년, 박씨는 징역 1년6월이 각각 선고됐으나 “이 사건의 피해자가 133명에 이르고 총 피해금액이 53억원을 넘을 정도로 거액이며 일부 피해자들은 피고인들과 합의를 하지 않은 채 강력하게 처벌을 원하고 있다”며 “다만 피해금액이 다소 줄어든 점 등을 고려했다”는 이유로 원심을 깨고 징역 1년6월을, 공동계주 박모씨(52)에게는 징역 1년을 각각 선고했다.
퇴근중이던 부인의 직장 동료를 자신의 차량에 태워준 뒤 성폭행하고 폭행해 다치게 한 혐의(강간상해)로 구속기소된 장모씨(44)에게 1심과 같이 징역 5년을 선고했다고 16일 밝혔다. 그러나 재판부는 “장씨가 누범 기간에 강간상해죄를 저질렀기 때문에 특정강력범죄의 처벌에 관한 특례법(특강법)을 적용해야 했는데 원심은 형법상 가중처벌을 했다”며 “장씨를 특강법에 따라 10년 이상 25년 이하의 징역형에 처해야 하지만 피고인만이 항소를 제기해 불이익변경금지원칙에 따라 원심과 같은 형량을 선고할 수밖에 없다”고 설명했다.

## 학력
- 경성고등학교 졸업
- 서울대학교 법학과 학사
- 서울대학교 대학원 법학석사

## 경력
- 2025.06 ~ 법무법인 태평양 변호사
- 2022.03 ~ 서강대학교 법학전문대학원 석좌교수
- 2015.09 ~ 2021.09 대법원 대법관
- 2014.02 ~ 2015.08 서울서부지방법원 법원장
- 2008 ~ 2014.02 서울고등법원 부장판사
- 2007 특허법원 수석부장판사
- 특허법원 부장판사
- 2005 서울중앙지방법원 부장판사
- 서울동부지방법원 부장판사
- 2001 대법원 재판연구관
- 1999 대구지방법원 김천지원 지원장
- 서울가정법원 판사
- 1996 서울고등법원 판사
- 법원행정처 사법정책연구심의관
- 서울지방법원 서부지원 판사
- 서울지방법원 동부지원 판사
- 1985 서울민사지방법원 판사
- 제14기 사법연수원
- 제23회 사법시험 합격

## 참고 문헌
1. ↑  한겨레신문 2005년 7월 26일